# 157 TCN
Năm 157 TCN là một năm trong lịch Julius. 